# Carlos Pío Uhrbach
Pour les articles homonymes, voir Uhrbach.
Carlos Pío Uhrbach, né le 18 mars 1872 à Matanzas (Cuba) et mort le 24 décembre 1897 à Sancti Spíritus, est un poète cubain. Il est le frère aîné de Federico Uhrbach, également poète.